# Pandanus boninensis
Pandanus boninensis ist eine Pflanzenart aus der Gattung der Schraubenbäume (Pandanus) in der Familie der Schraubenbaumgewächse (Pandanaceae).

## Beschreibung
Pandanus boninensis ist eine immergrüne Pflanze, die Wuchshöhen bis etwa 6 Meter erreicht. Sie bildet Stelzwurzeln aus. Die Früchte sind Steinfrüchte.

## Verbreitung und Standort
Die Heimat von Pandanus boninensis liegt im westlichen Pazifik auf den Ogasawara-Inseln, die politisch zu Japan gehören und etwa 1000 km südlich von Tokio liegen.  Wie viele andere auf dieser Inselgruppe endemische Pflanzenarten besitzt Pandanus boninensis damit ein nur sehr kleines Verbreitungsgebiet. 
Die Pflanze wächst bevorzugt auf felsigem Untergrund. Sie ist Bestandteil der Trockenwaldgesellschaften „Distylium-Schima“ und „Raphiolepsis-Livistona“. In Ersterer kommt sie vor allem mit Syzygium buxifolium vergesellschaftet vor, in Letzterer mit Livistona chinensis var. bonensis und Ochrosia nakaiana.

## Systematik
Die Erstbeschreibung des deutschen Botanikers Otto Warburg wurde 1900 veröffentlicht. Das Artepitheton boninensis nimmt Bezug auf die Heimat der Pflanze; die Ogasawara-Inseln werden nämlich auch Bonin-Inseln genannt.